# Großer Preis von Italien 2006
Der Große Preis von Italien 2006 (offiziell Formula 1 Gran Premio Vodafone d´Italia 2006) fand am 10. September auf dem Autodromo Nazionale di Monza in Monza statt und war das 15. Rennen der Formel-1-Weltmeisterschaft 2006.

## Berichte

### Hintergrund
Nach dem Großen Preis der Türkei führte Fernando Alonso in der Fahrerwertung mit zwölf Punkten vor Michael Schumacher und mit 46 Punkten vor Felipe Massa. In der Konstrukteurswertung führte Renault mit zwei Punkten vor Ferrari und mit 71 Punkten vor McLaren-Mercedes.
Mit Michael Schumacher (viermal), Rubens Barrichello (zweimal) und David Coulthard (einmal) traten drei ehemalige Sieger zu diesem Grand Prix an.

### Training
Die letzten sechs Teams der Konstrukteursmeisterschaft 2005 waren berechtigt am Freitag im freien Training ein drittes Auto einzusetzen, selbiges galt für das neue elfte Team Super Aguri. Diese Fahrer fuhren am Freitag, traten aber weder im Qualifying noch im Rennen an. Alexander Wurz (Williams), Anthony Davidson (Honda), Michael Ammermüller (Red Bull), Sebastian Vettel (BMW Sauber), Alexandre Prémat (Spyker), Neel Jani (Toro Rosso) und Franck Montagny (Super Aguri) nahmen in dieser Funktion an den Freitagstrainings teil.
Im ersten Training gelang Vettel mit 1:23,263 Minuten die schnellste Zeit vor Robert Kubica und Wurz.
Im zweiten freien Training war Vettel mit 1:22,631 Minuten erneut der schnellste Fahrer, gefolgt von Michael Schumacher und Massa.
Das dritte freie Training gewann dann Massa mit 1:21,665 Minuten vor Nick Heidfeld und Michael Schumacher.

### Qualifying
Das Qualifying bestand aus drei Teilen mit einer Nettolaufzeit von 45 Minuten. Im ersten Qualifying-Segment (Q1) hatten die Fahrer 18 Minuten Zeit, um sich für das Rennen zu qualifizieren. Alle Fahrer, die im ersten Abschnitt eine Zeit erzielten, die maximal 107 Prozent der schnellsten Rundenzeit betrug, qualifizierten sich für den Grand Prix. Die besten 16 Fahrer erreichten den nächsten Teil.
Nach der ersten Runde (Q1) schieden Sakon Yamamoto, Takuma Satō, Tiago Monteiro, Mark Webber, Christijan Albers und Vitantonio Liuzzi aus. Michael Schumacher setzte sich mit einer Zeit von 1:21,771 Minuten als Schnellster durch.
In der zweiten Runde (Q2) schieden Christian Klien, Scott Speed, Coulthard, Ralf Schumacher, Nico Rosberg und Jarno Trulli aus. Diesmal erreichte Massa mit einer Rundenzeit von 1:21,225 Minuten den vordersten Rang.
In der finalen Runde (Q3) setzte sich Kimi Räikkönen mit einer Zeit von 1:21,484 Minuten vor Michael Schumacher und Heidfeld durch und sicherte sich seine elfte Pole-Position.

### Rennen
Das Rennen fand unter trockenen und sonnigen Bedingungen über eine Distanz von 53 Runden statt.
Beim Start behielt Räikkönen die Führung, Michael Schumacher und Heidfeld kämpften dahinter um den zweiten Platz. In der zweiten Runde war Alonso bis auf den sechsten Platz zurückgefallen, während vorne Michael Schumacher und Räikkönen begannen, sich von den anderen abzusetzen.
In der neunten Runde fiel Rosberg mit einem Motorschaden aus, Yamamoto folgte in der 18. Runde. Für Rosberg war es der vierte Ausfall in Folge.
In Runde 15 kam Räikkönen von der Führung aus an die Box, zwei Runden später folgte Michael Schumacher und konnte dank einer kürzen Standzeit den Finnen überholen. Kubica übernahm kurzzeitig die Führung, da er erst in Runde 23 stoppte. Michael Schumacher übernahm dann zum ersten Mal im Rennen die Führung.
In Runde 44 schied Alonso nach einem Motorschaden aus. Dies verursachte ein Problem für Massa, der dem stehenden Renault ausweichen musste und dem deshalb ein Reifen platzte. Dies erforderte einen weiteren Boxenstopp und Massa flog aus den Punkterängen. 
Michael Schumacher behielt die Führung vor Räikkönen, Kubica holte sich als Dritter sein erstes Podium.
Für Michael Schumacher war es der 90. Sieg in der Formel-1-Weltmeisterschaft. Das Team von BMW-Sauber erreichte mit Kubica den dritten Platz und somit seinen zweiten Podiumsplatz der Saison. Kubica war der erste polnische Fahrer, dem ein Podiumsplatz gelang. Die restlichen Punkteplatzierungen belegten Giancarlo Fisichella, Jenson Button, Barrichello, Trulli und Heidfeld.
In der Fahrerwertung verkürzte Michael Schumacher den Rückstand auf Alonso auf noch zwei Punkte. In der Konstrukteurswertung übernahm Ferrari die Führung vor McLaren-Mercedes.

### Nach dem Rennen
Nach dem Rennen gab Michael Schumacher bekannt, dass er nach der Saison seine Formel-1-Karriere beenden werde. Dies war auch das vorerst letzte Rennen des Red-Bull-Fahrers Klien, bis er beim Großen Preis von Singapur 2010 zurückkehrte.

## Meldeliste
| Team                              | Nr. | Fahrer               | Chassis          | Motor                | Reifen |
| --------------------------------- | --- | -------------------- | ---------------- | -------------------- | ------ |
| Mild Seven Renault F1 Team        | 01  | Fernando Alonso      | Renault R26      | Renault 2.4 V8       | M      |
| Mild Seven Renault F1 Team        | 02  | Giancarlo Fisichella | Renault R26      | Renault 2.4 V8       | M      |
| Team McLaren Mercedes             | 03  | Kimi Räikkönen       | McLaren MP4-21   | Mercedes-Benz 2.4 V8 | M      |
| Team McLaren Mercedes             | 04  | Pedro de la Rosa     | McLaren MP4-21   | Mercedes-Benz 2.4 V8 | M      |
| Scuderia Ferrari Marlboro         | 05  | Michael Schumacher   | Ferrari 248 F1   | Ferrari 2.4 V8       | B      |
| Scuderia Ferrari Marlboro         | 06  | Felipe Massa         | Ferrari 248 F1   | Ferrari 2.4 V8       | B      |
| Panasonic Toyota Racing           | 07  | Ralf Schumacher      | Toyota TF106B    | Toyota 2.4 V8        | B      |
| Panasonic Toyota Racing           | 08  | Jarno Trulli         | Toyota TF106B    | Toyota 2.4 V8        | B      |
| Williams F1 Team                  | 09  | Mark Webber          | Williams FW28    | Cosworth 2.4 V8      | B      |
| Williams F1 Team                  | 10  | Nico Rosberg         | Williams FW28    | Cosworth 2.4 V8      | B      |
| Williams F1 Team                  | 35  | Alexander Wurz       | Williams FW28    | Cosworth 2.4 V8      | B      |
| Lucky Strike Honda Racing F1 Team | 11  | Rubens Barrichello   | Honda RA106      | Honda 2.4 V8         | M      |
| Lucky Strike Honda Racing F1 Team | 12  | Jenson Button        | Honda RA106      | Honda 2.4 V8         | M      |
| Lucky Strike Honda Racing F1 Team | 36  | Anthony Davidson     | Honda RA106      | Honda 2.4 V8         | M      |
| Red Bull Racing                   | 14  | David Coulthard      | Red Bull RB2     | Ferrari 2.4 V8       | M      |
| Red Bull Racing                   | 15  | Christian Klien      | Red Bull RB2     | Ferrari 2.4 V8       | M      |
| Red Bull Racing                   | 37  | Michael Ammermüller  | Red Bull RB2     | Ferrari 2.4 V8       | M      |
| BMW Sauber F1 Team                | 16  | Nick Heidfeld        | BMW Sauber F1.06 | BMW 2.4 V8           | M      |
| BMW Sauber F1 Team                | 17  | Robert Kubica        | BMW Sauber F1.06 | BMW 2.4 V8           | M      |
| BMW Sauber F1 Team                | 38  | Sebastian Vettel     | BMW Sauber F1.06 | BMW 2.4 V8           | M      |
| Spyker MF1 Team                   | 18  | Tiago Monteiro       | Midland M16      | Toyota 2.4 V8        | B      |
| Spyker MF1 Team                   | 19  | Christijan Albers    | Midland M16      | Toyota 2.4 V8        | B      |
| Spyker MF1 Team                   | 39  | Alexandre Prémat     | Midland M16      | Toyota 2.4 V8        | B      |
| Scuderia Toro Rosso               | 20  | Vitantonio Liuzzi    | Toro Rosso STR1  | Cosworth 3.0 V10     | M      |
| Scuderia Toro Rosso               | 21  | Scott Speed          | Toro Rosso STR1  | Cosworth 3.0 V10     | M      |
| Scuderia Toro Rosso               | 40  | Neel Jani            | Toro Rosso STR1  | Cosworth 3.0 V10     | M      |
| Super Aguri Formula 1             | 22  | Takuma Satō          | Super Aguri SA06 | Honda 2.4 V8         | B      |
| Super Aguri Formula 1             | 23  | Sakon Yamamoto       | Super Aguri SA06 | Honda 2.4 V8         | B      |
| Super Aguri Formula 1             | 41  | Franck Montagny      | Super Aguri SA06 | Honda 2.4 V8         | B      |

Anmerkungen
1. 1 2 3 4 5 6 7  Nahm nur an den Freitagstrainings teil.

## Klassifikation

### Qualifying
| Pos. | Fahrer               | Konstrukteur        | Q1       | Q2         | Q3       | Start |
| ---- | -------------------- | ------------------- | -------- | ---------- | -------- | ----- |
| 01   | Kimi Räikkönen       | McLaren-Mercedes    | 1:21,994 | 1:21,349   | 1:21,484 | 01    |
| 02   | Michael Schumacher   | Ferrari             | 1:21,711 | 1:21,353   | 1:21,486 | 02    |
| 03   | Nick Heidfeld        | BMW Sauber          | 1:21,764 | 1:21,425   | 1:21,653 | 03    |
| 04   | Felipe Massa         | Ferrari             | 1:22,028 | 1:21,225   | 1:21,704 | 04    |
| 05   | Fernando Alonso      | Renault             | 1:21,747 | 1:21,526   | 1:21,829 | 05    |
| 06   | Jenson Button        | Honda               | 1:22,512 | 1:21,572   | 1:22,011 | 06    |
| 07   | Robert Kubica        | BMW Sauber          | 1:22,437 | 1:21,270   | 1:22,258 | 07    |
| 08   | Pedro de la Rosa     | McLaren-Mercedes    | 1:22,422 | 1:21,878   | 1:22,280 | 08    |
| 09   | Rubens Barrichello   | Honda               | 1:22,640 | 1:21,688   | 1:22,787 | 09    |
| 10   | Giancarlo Fisichella | Renault             | 1:22,486 | 1:21,722   | 1:23,175 | 10    |
| 11   | Jarno Trulli         | Toyota              | 1:22,093 | 1:21,924   | –        | 11    |
| 12   | Nico Rosberg         | Williams-Cosworth   | 1:22,581 | 1:22,203   | –        | 12    |
| 13   | Ralf Schumacher      | Toyota              | 1:22.622 | 1:22,280   | –        | 13    |
| 14   | David Coulthard      | Red Bull-Ferrari    | 1:22,618 | 1:22,589   | –        | 14    |
| 15   | Scott Speed          | Toro Rosso-Cosworth | 1:22,943 | 1:23,165   | –        | 15    |
| 16   | Christian Klien      | Red Bull-Ferrari    | 1:22,898 | keine Zeit | –        | 16    |
| 17   | Vitantonio Liuzzi    | Toro Rosso-Cosworth | 1:23,043 | –          | –        | 17    |
| 18   | Christijan Albers    | Spyker MF1          | 1:23,116 | –          | –        | 18    |
| 19   | Mark Webber          | Williams-Cosworth   | 1:23,341 | –          | –        | 19    |
| 20   | Tiago Monteiro       | Spyker MF1          | 1:23,920 | –          | –        | 20    |
| 21   | Takuma Satō          | Super Aguri-Honda   | 1:24,289 | –          | –        | 21    |
| 22   | Sakon Yamamoto       | Super Aguri-Honda   | 1:26,001 | –          | –        | 22    |

### Rennen
| Pos. | Fahrer               | Konstrukteur        | Runden | Stopps | Zeit        | Start | Schnellste Runde |
| ---- | -------------------- | ------------------- | ------ | ------ | ----------- | ----- | ---------------- |
| 01   | Michael Schumacher   | Ferrari             | 53     | 2      | 1:14:51,975 | 02    | 1:22,575 (14.)   |
| 02   | Kimi Räikkönen       | McLaren-Mercedes    | 53     | 2      | + 8,045     | 01    | 1:22,559 (13.)   |
| 03   | Robert Kubica        | BMW Sauber          | 53     | 2      | + 26,414    | 07    | 1:23,111 (21.)   |
| 04   | Giancarlo Fisichella | Renault             | 53     | 1      | + 32,045    | 10    | 1:23,617 (25.)   |
| 05   | Jenson Button        | Honda               | 53     | 2      | + 32,685    | 06    | 1:23,518 (51.)   |
| 06   | Rubens Barrichello   | Honda               | 53     | 1      | + 42,409    | 09    | 1:23,794 (27.)   |
| 07   | Jarno Trulli         | Toyota              | 53     | 1      | + 44,662    | 11    | 1:23,869 (25.)   |
| 08   | Nick Heidfeld        | BMW Sauber          | 53     | 3      | + 45,309    | 03    | 1:23,294 (20.)   |
| 09   | Felipe Massa         | Ferrari             | 53     | 3      | + 45,955    | 04    | 1:23,003 (41.)   |
| 10   | Mark Webber          | Williams-Cosworth   | 53     | 1      | + 1:12,602  | 19    | 1:24,197 (27.)   |
| 11   | Christian Klien      | Red Bull-Ferrari    | 52     | 1      | + 1 Runde   | 16    | 1:24,541 (37.)   |
| 12   | David Coulthard      | Red Bull-Ferrari    | 52     | 1      | + 1 Runde   | 14    | 1:24,984 (51.)   |
| 13   | Scott Speed          | Toro Rosso-Cosworth | 52     | 1      | + 1 Runde   | 15    | 1:25,094 (50.)   |
| 14   | Vitantonio Liuzzi    | Toro Rosso-Cosworth | 52     | 1      | + 1 Runde   | 17    | 1:24,764 (52.)   |
| 15   | Ralf Schumacher      | Toyota              | 52     | 1      | + 1 Runde   | 13    | 1:24,837 (41.)   |
| 16   | Takuma Satō          | Super Aguri-Honda   | 51     | 1      | + 2 Runden  | 21    | 1:25,676 (15.)   |
| 17   | Christijan Albers    | Spyker MF1          | 51     | 1      | + 2 Runden  | 18    | 1:25,494 (17.)   |
| –    | Tiago Monteiro       | Spyker MF1          | 44     | 3      | DNF         | 20    | 1:24,822 (27.)   |
| –    | Fernando Alonso      | Renault             | 43     | 2      | DNF         | 05    | 1:23,121 (38.)   |
| –    | Pedro de la Rosa     | McLaren-Mercedes    | 20     | 1      | DNF         | 08    | 1:23,702 (08.)   |
| –    | Sakon Yamamoto       | Super Aguri-Honda   | 18     | 0      | DNF         | 22    | 1:26,548 (15.)   |
| –    | Nico Rosberg         | Williams-Cosworth   | 9      | 0      | DNF         | 12    | 1:25,362 (08.)   |

## WM-Stände nach dem Rennen
Die ersten acht des Rennens bekamen 10, 8, 6, 5, 4, 3, 2 bzw. 1 Punkt(e)

### Fahrerwertung
| Pos. | Fahrer               | Konstrukteur     | Punkte |
| ---- | -------------------- | ---------------- | ------ |
| 01   | Fernando Alonso      | Renault          | 108    |
| 02   | Michael Schumacher   | Ferrari          | 106    |
| 03   | Felipe Massa         | Ferrari          | 62     |
| 04   | Giancarlo Fisichella | Renault          | 57     |
| 05   | Kimi Räikkönen       | McLaren-Mercedes | 57     |
| 06   | Jenson Button        | Honda            | 40     |
| 07   | Juan Pablo Montoya   | McLaren-Mercedes | 26     |
| 08   | Rubens Barrichello   | Honda            | 25     |
| 09   | Nick Heidfeld        | BMW Sauber       | 20     |
| 10   | Ralf Schumacher      | Toyota           | 18     |
| 11   | Pedro de la Rosa     | McLaren-Mercedes | 14     |
| 12   | David Coulthard      | Red Bull-Ferrari | 14     |
| 13   | Jarno Trulli         | Toyota           | 12     |

| Pos. | Fahrer             | Konstrukteur        | Punkte |
| ---- | ------------------ | ------------------- | ------ |
| 14   | Jacques Villeneuve | BMW Sauber          | 7      |
| 15   | Robert Kubica      | BMW Sauber          | 6      |
| 16   | Mark Webber        | Williams-Cosworth   | 6      |
| 17   | Nico Rosberg       | Williams-Cosworth   | 4      |
| 18   | Christian Klien    | Red Bull-Ferrari    | 2      |
| 19   | Vitantonio Liuzzi  | Toro Rosso-Cosworth | 1      |
| 20   | Scott Speed        | Toro Rosso-Cosworth | 0      |
| 21   | Tiago Monteiro     | Spyker MF1          | 0      |
| 22   | Christijan Albers  | Spyker MF1          | 0      |
| 23   | Takuma Satō        | Super Aguri-Honda   | 0      |
| 24   | Yūji Ide           | Super Aguri-Honda   | 0      |
| 25   | Franck Montagny    | Super Aguri-Honda   | 0      |
| –    | Sakon Yamamoto     | Super Aguri-Honda   | 0      |

### Konstrukteurswertung
| Pos. | Konstrukteur     | Punkte |
| ---- | ---------------- | ------ |
| 01   | Ferrari          | 168    |
| 02   | Renault          | 165    |
| 03   | McLaren-Mercedes | 97     |
| 04   | Honda            | 65     |
| 05   | BMW Sauber       | 33     |
| 06   | Toyota           | 30     |

| Pos. | Konstrukteur        | Punkte |
| ---- | ------------------- | ------ |
| 07   | Red Bull-Ferrari    | 16     |
| 08   | Williams-Cosworth   | 10     |
| 09   | Toro Rosso-Cosworth | 1      |
| 10   | Spyker MF1          | 0      |
| 11   | Super Aguri-Honda   | 0      |